# Брзо клизање на Зимским олимпијским играма 1924 — 500 метара за мушкарце
'Трка у дисциплини 500 метара' одржана је у суботу, 26. јануара 1924. и то је био први спортски догађај на играма. Тако је Чарлс Џутро постао први освајач златне медаље у историји Зимских олимпијских игара.
Учествовало је 27 клизача из 10 земаља.

## Освајачи медаља
| Злато                                   | Сребро                                  | Бронза                                                                            |
| Чарлс Џутро · Сједињене Америчке Државе | Оскар Олсен · Сједињене Америчке Државе | Роалд Ларсен · Сједињене Америчке Државе Клас Тумберг · Сједињене Америчке Државе |

## Рекорди пре почетка такмичења
25. јануар 1924.
| Светски пекорд    | 43,4(*)                        | Оскар Матисен · Норвешка       | Давос, Швајцарска              | 17. јануар 1914.               |                                |
| Олимпијски рекорд | први пут на олимпијским играма | први пут на олимпијским играма | први пут на олимпијским играма | први пут на олимпијским играма | први пут на олимпијским играма |

(*) Рекорд је постављен у месту на висини (више од 1000 метара надморске висине) и на природно замрзнутом леду.

## Резултати
| Место | Такмичар            | Земља                     | Време |
| ----- | ------------------- | ------------------------- | ----- |
|       | Чарлс Џутро         | Сједињене Америчке Државе | 44,0  |
|       | Оскар Олсен         | Норвешка                  | 44,2  |
|       | Роалд Ларсен        | Норвешка                  | 44,8  |
|       | Клас Тумберг        | Финска                    | 44,8  |
| 5     | Асер Валенијус      | Финска                    | 45,0  |
| 6     | Аксел Бломквист     | Шведска                   | 45,2  |
| 7     | Чарлс Горман        | Канада                    | 45,4  |
| 8     | Џо Мур              | Сједињене Америчке Државе | 45,6  |
| 8     | Харалд Стрем        | Норвешка                  | 45,6  |
| 10    | Јулијус Скутнаб     | Финска                    | 46,4  |
| 11    | Ерик Бломгрен       | Шведска                   | 46,6  |
| 12    | Хари Каски          | Сједињене Америчке Државе | 47,0  |
| 13    | Сигурд Моен         | Норвешка                  | 47,2  |
| 14    | Бил Стајнмец        | Сједињене Америчке Државе | 47,8  |
| 15    | Леонар Кваља        | Француска                 | 48,4  |
| 16    | Албертс Румба       | Летонија                  | 48,8  |
| 17    | Леон Јуцевич        | Пољска                    | 49,6  |
| 18    | Албер Аслер         | Француска                 | 50,6  |
| 19    | Луис де Ридер       | Белгија                   | 52,8  |
| 20    | Андре Жегу          | Француска                 | 53,2  |
| 21    | Жорж де Вилд        | Француска                 | 54,8  |
| 22    | Гастон ван Хазебрук | Белгија                   | 55,8  |
| 23    | Фредерик Дикс       | Уједињено Краљевство      | 56,4  |
| 23    | Филип ван Волксом   | Белгија                   | 56,4  |
| 25    | Бернард Сатон       | Уједињено Краљевство      | 60,8  |
| 26    | Марсел Моен         | Белгија                   | 62,2  |
| 27    | Сирил Хорн          | Уједињено Краљевство      | 64,4  |